# إينياس

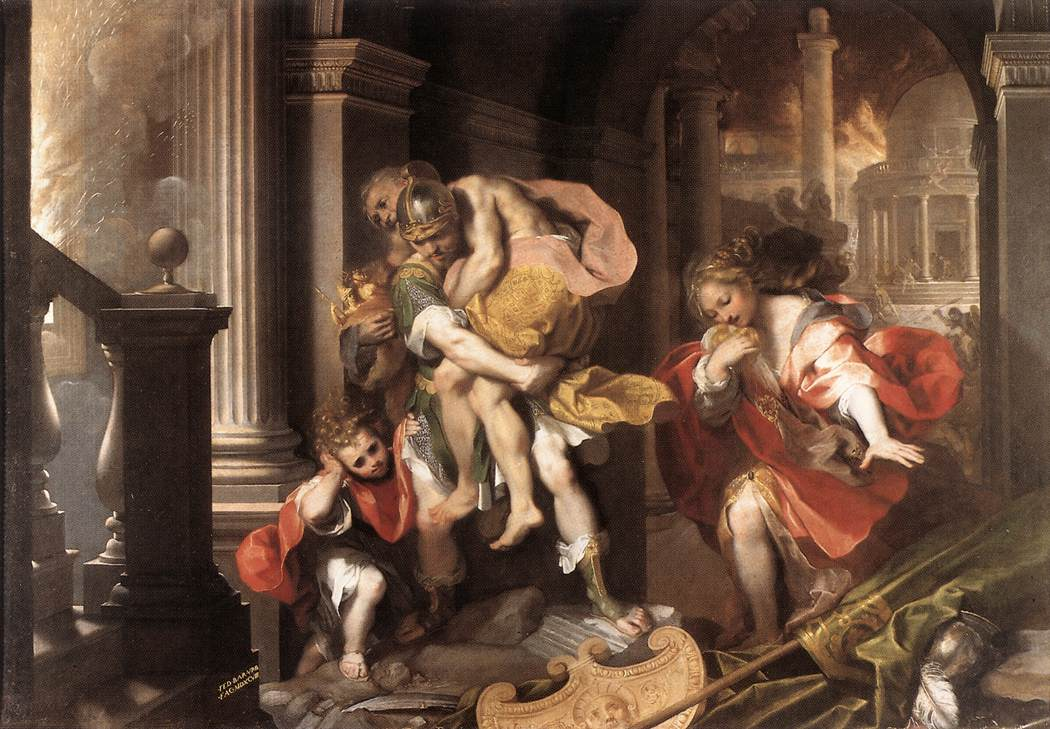
إينياس يفر عند حرق طروادة، فيديريكو باروتشي، 1598.

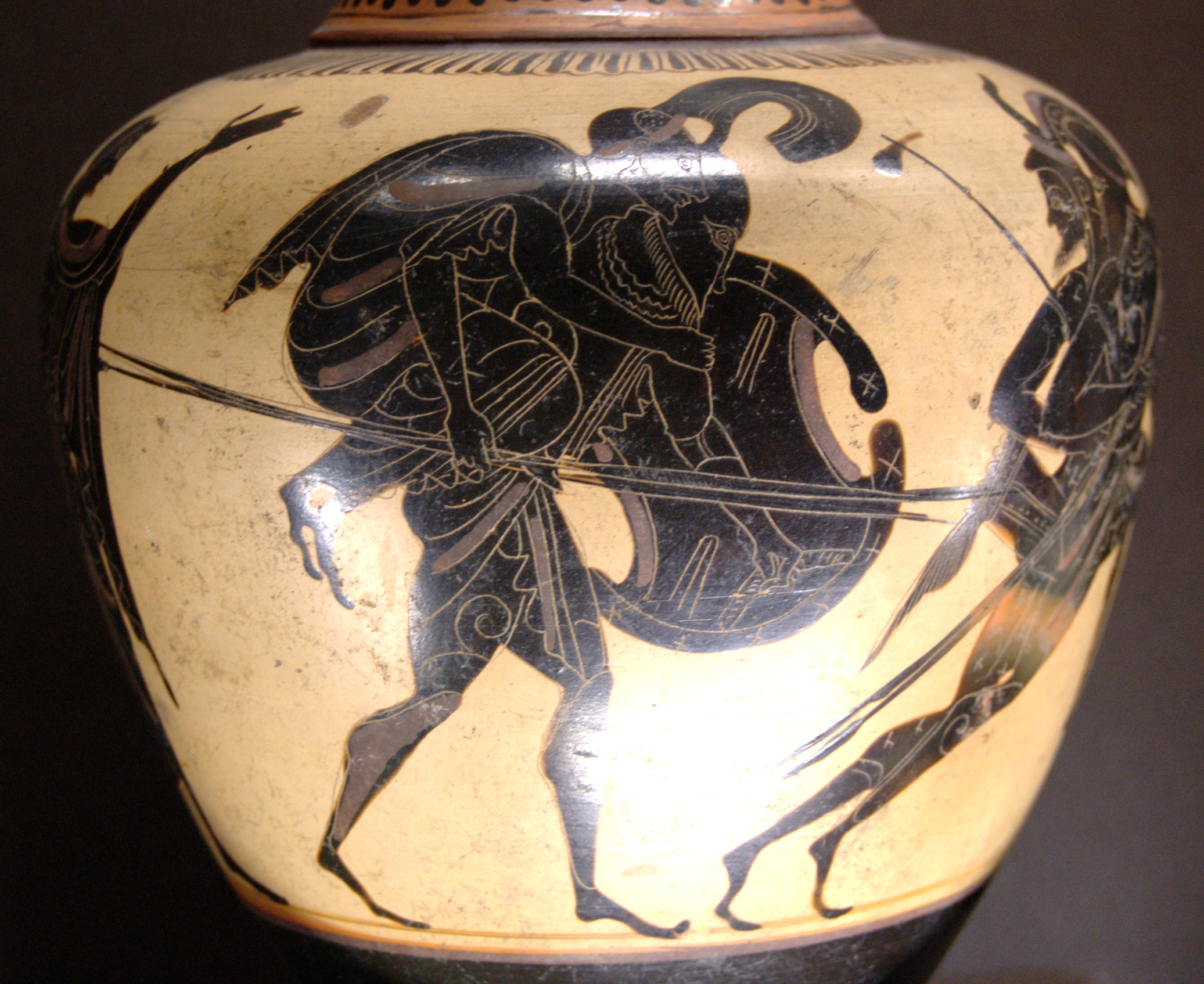
لوحة معروضة في متحف اللوفر تمثل إينياس

في الأساطير اليونانية والرومانية، إينياس (باليونانية: Αἰνείας)‏، (بالإنجليزية: Aeneas)‏ كان بطل طروادة، نجل الفارس أنتشيسيس والإلهة أفروديت. وكان والده أيضاً ابن عم الملك بريام الثاني من طروادة. وروى رحلة إينياس من طروادة (مع مساعدة من أفروديت)، والتي أدت إلى تأسيس مدينة روما. ويعتبر إينياس شخصية مهمة في الأساطير اليونانية الرومانية. إينياس هو شخصية موجودة في إلياذة هوميروس، وترويلوس وكريسيدا لشكسبير.